# Liste der Biografien/Lab
Liste der Biografien |
Portal Biografien |
Personensuche
# |
A |
B |
C |
D |
E |
F |
G |
H |
I |
J |
K |
L |
M |
N |
O |
P |
Q |
R |
S |
T |
U |
V |
W |
X |
Y |
Z |
?
 
La |
Lb |
Lc |
Le |
Lg |
Lh |
Li |
Lj |
Ll |
Lm |
Lo |
Lp |
Lt |
Lu |
Lv |
Lw |
Lx |
Ly |
Lz
 
Laa |
Lab |
Lac |
Lad |
Lae–Lah |
Lai |
Laj |
Lak |
Lal |
Lam |
Lan |
Lao |
Lap |
Laq |
Lar |
Las |
Lat |
Lau |
Lav |
Law |
Lax |
Lay |
Laz
Die Liste der Biografien führt alle Personen auf, die in der deutschsprachigen Wikipedia einen Artikel haben. Dieses ist eine Teilliste mit 377 Einträgen von Personen, deren Namen mit den Buchstaben „Lab“ beginnt.

## Lab
- Lab, Steven P. (* 1955), US-amerikanischer Kriminologe

### Laba
- Laba, Izabella (* 1966), polnisch-kanadische Mathematikerin
- Laba, Marianna (* 1968), ukrainische Sängerin, Volkskünstlerin der Ukraine
- Łabacz, Michalina (* 1992), polnische Schauspielerin
- Labadie, Jean de (1610–1674), pietistischer Mystiker, Prediger und AutorJean de Labadie (1610–1674)

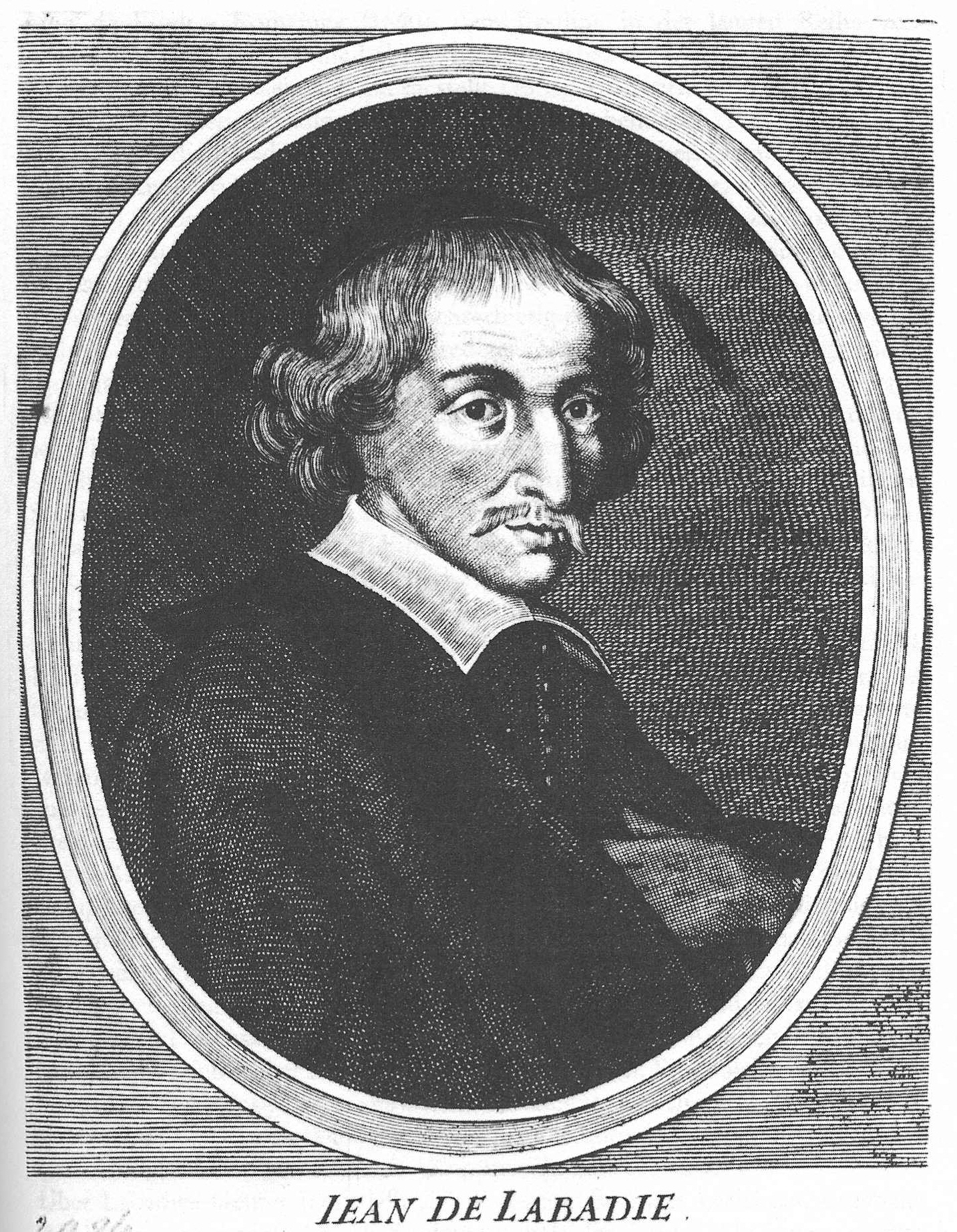
Jean de Labadie (1610–1674)

- Labadse, Irakli (* 1981), georgischer Tennisspieler
- LaBaff, Colleen, US-amerikanische Maskenbildnerin
- Labahn, Michael (* 1964), deutscher evangelischer Theologe und Neutestamentler
- Lab'aia, Herrscher von Sichem in der mittleren Bronzezeit
- Labajo, Ruben Caballero (* 1966), philippinischer Geistlicher, römisch-katholischer Bischof von Prosperidad
- Labak, Alexander (* 1962), österreichischer Manager
- Labak, Antun (* 1970), kroatischer Fußballspieler
- Labaka, Mikel (* 1980), spanischer Fußballspieler
- Labaki, Nadine (* 1974), libanesische Schauspielerin und Regisseurin
- Labalsa, Silvia Parra (* 1980), spanische Fußballspielerin
- Laban, Ahmad Abu (1946–2007), dänischer Imam
- Laban, André Perrottet von (1916–1956), Schweizer Bühnenbildner und Theaterbau-Visionär
- Laban, Barbara (* 1969), deutsche Kinder- und Jugendbuchautorin
- Laban, Ferdinand (1856–1910), deutscher Schriftsteller, Kunsthistoriker und Bibliothekar
- Laban, Rudolf von (1879–1958), ungarischer Tänzer, Choreograf und Tanztheoretiker
- Laban, Vincent (* 1984), zyprischer Fußballspieler
- Labanauskas, Darius (* 1976), litauischer Dartspieler
- Labanavičius, Deividas (* 1984), litauischer Politiker, Mitglied des Seimas
- Labanc, Kevin (* 1995), US-amerikanischer Eishockeyspieler
- Labanca, Nicola (* 1957), italienischer Neuzeithistoriker
- Laband, Fritz (1925–1982), deutscher Fußballspieler
- Laband, John (* 1947), südafrikanischer Historiker
- Laband, Paul (1838–1918), deutscher Germanist, Rechtshistoriker und Staatsrechtslehrer
- Labandeira, Marcos (* 1995), uruguayischer Fußballspieler
- Labandera, Roberto (* 1954), spanischer Politiker (Katalonien)
- Labanovskis, Rišards (1940–2022), lettischer Journalist, Philologe und Politiker
- Labansen, Martha (* 1950), grönländische Beamte, Managerin und Kommunalpolitikerin (Siumut)
- Labant, Vladimír (* 1974), slowakischer Fußballspieler
- LaBar, Jeff (1963–2021), US-amerikanischer GitarristJeff LaBar (1963–2021)

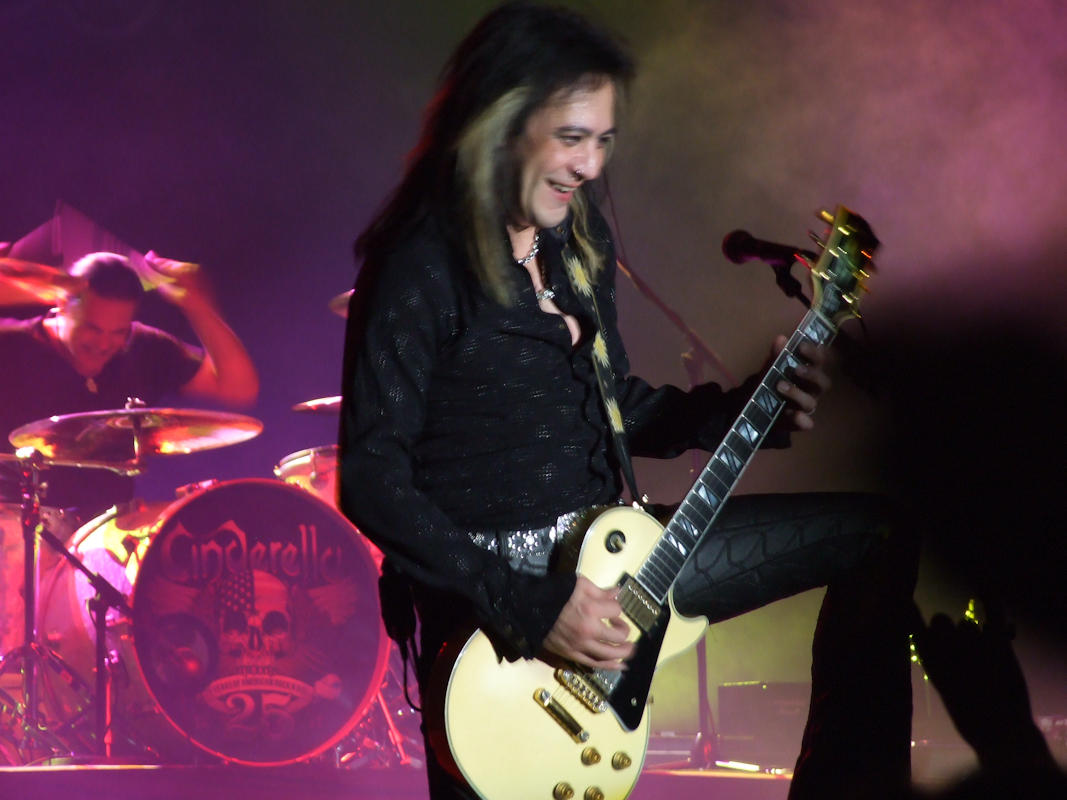
Jeff LaBar (1963–2021)

- Labar, Ronan (* 1989), französischer Badmintonspieler
- LaBarba, Fidel (1905–1981), US-amerikanischer Boxer
- LaBarbera, Jason (* 1980), kanadischer Eishockeytorwart und -trainer
- LaBarbera, Joe (* 1948), US-amerikanischer Jazz-Schlagzeuger
- LaBarbera, John (* 1945), US-amerikanischer Jazzmusiker
- LaBarbera, Pat (* 1944), US-amerikanischer Jazz-Saxophonist, Flötist und Klarinettist
- Labarca, Amanda (1886–1975), chilenische Diplomatin, Hochschullehrerin und Frauenrechtlerin
- Labarca, Eduardo (* 1938), chilenischer Erzähler, Essayist, Journalist und Rechtsanwalt
- Labarile, Vivien (* 1998), Schweizer Eiskletterin
- Labarna, hethitischer Großkönig
- Labarraque, Antoine Germain (1777–1850), französischer Chemiker und Apotheker
- Labarre, Emile Joseph (1883–1965), europäischer Linguist, Papierhistoriker und Wasserzeichenforscher
- Labarre, Théodore (1805–1870), französischer Harfenvirtuose und Komponist
- Labarrère, André (1928–2006), französischer Politiker (PS), Mitglied der Nationalversammlung
- Labarrière, Hélène (* 1963), französische Jazz- und Improvisationsmusikerin
- Labarta i Planas, Francesc (1883–1963), katalanischer Maler, Zeichner und Kunstpädagoge
- Labarte, Charles Jules (1797–1880), französischer Kunsthistoriker
- Labarthe, Alberto (1927–2021), chilenischer Leichtathlet
- Labarthe, André (1902–1967), französischer Journalist
- Labarthe, André S. (1931–2018), französischer Filmkritiker
- Labarthe, Ernesto (* 1956), peruanischer Fußballspieler
- Labarthe, Samuel (* 1962), französisch-schweizerischer Schauspieler und SynchronsprecherSamuel Labarthe (* 1962)

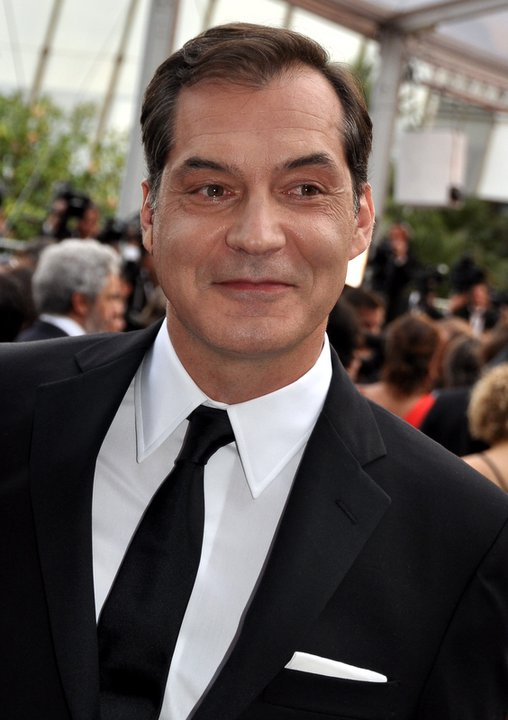
Samuel Labarthe (* 1962)

- Labas, Tamara (* 1968), deutsche Dichterin und Schriftstellerin
- Labasanow, Tschingis Suleimanowitsch (* 1991), russischer Ringer
- Lābāši-Marduk († 556 v. Chr.), König des neubabylonischen Reiches
- Labastau, Mikita (* 1997), russisch-belarussischer Biathlet
- Labastida Ochoa, Francisco (* 1942), mexikanischer Politiker (PRI)
- Labastida y Dávalos, Pelagio Antonio de (1816–1891), mexikanischer Geistlicher und Erzbischof
- LaBastille, Anne (1935–2011), US-amerikanische Autorin und Ökologin
- Labat, Florencia (* 1971), argentinische Tennisspielerin
- Labat, Jean-Baptiste (1663–1738), Missionar, Plantagenbesitzer und Reiseschriftsteller
- Labat, Jean-Noël (1959–2011), französischer Botaniker
- Labat, René (1904–1974), französischer Assyriologe und Hochschullehrer
- LaBate, Joseph (* 1993), US-amerikanischer Eishockeyspieler
- Labate, Wilma (* 1949), italienische Dokumentarfilmerin und Filmregisseur
- Labatt, Leonhard (1838–1897), schwedischer Opernsänger (Tenor) an deutschen Bühnen sowie Gesangspädagoge
- Labatte, Jeanne-Elisabeth (1702–1767), französische Schauspielerin
- LaBatte, Philip (1911–2002), US-amerikanischer Eishockeyspieler
- Labatut, André (1891–1977), französischer Fechter und Olympiasieger
- Labatut, Benjamín (* 1980), chilenischer SchriftstellerBenjamín Labatut (* 1980)

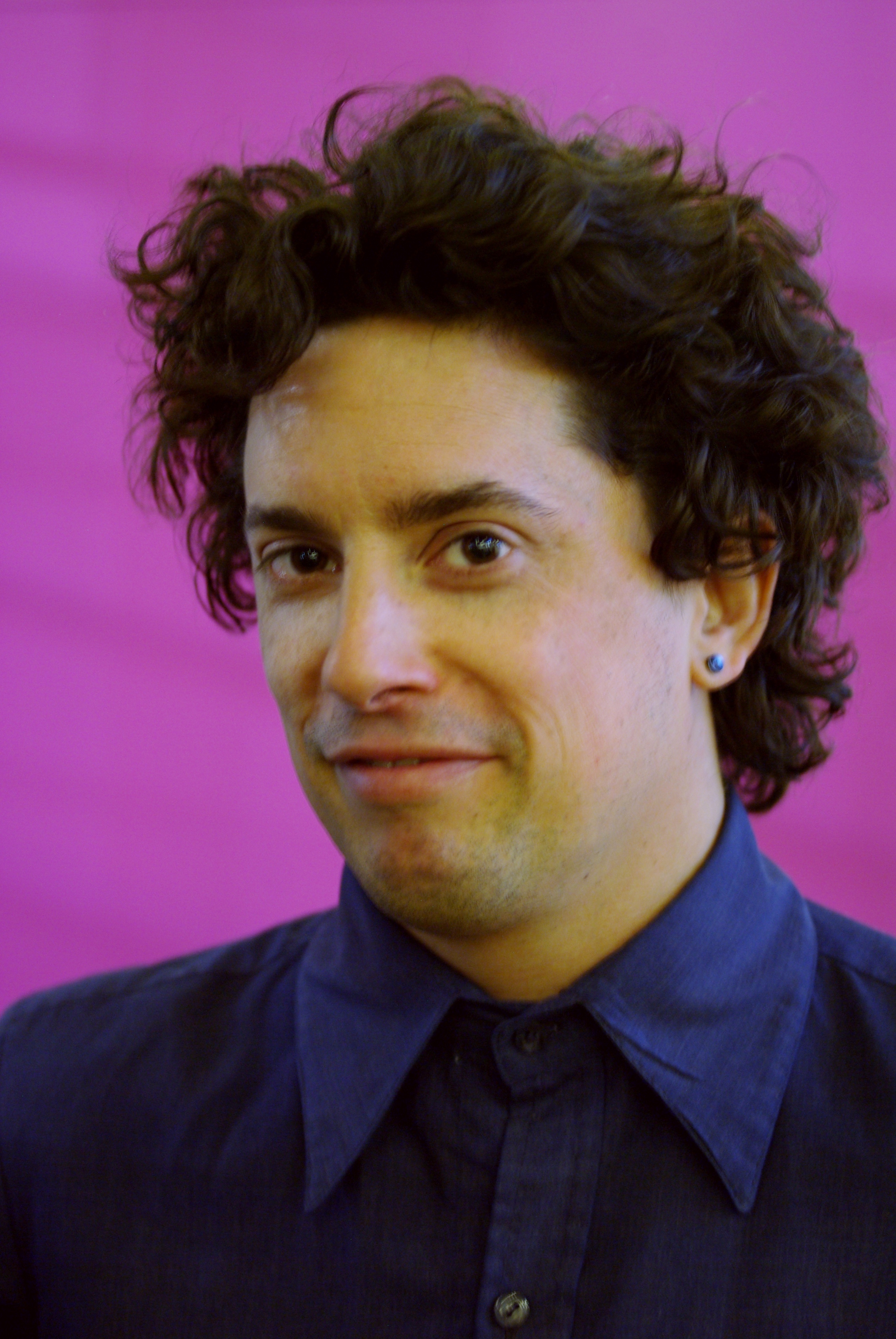
Benjamín Labatut (* 1980)

- Labaune, Patrick (* 1951), französischer Politiker, Mitglied der Nationalversammlung
- Labayen, Julio Xavier (1926–2016), philippinischer römisch-katholischer Bischof

### Labb
- Labba, Andreas (1907–1970), schwedisch-samischer Schriftsteller
- Labba, Elin Anna (* 1980), schwedisch-samische Journalistin und Autorin
- Labbadia, Bruno (* 1966), deutscher Fußballspieler und -trainerBruno Labbadia (* 1966)

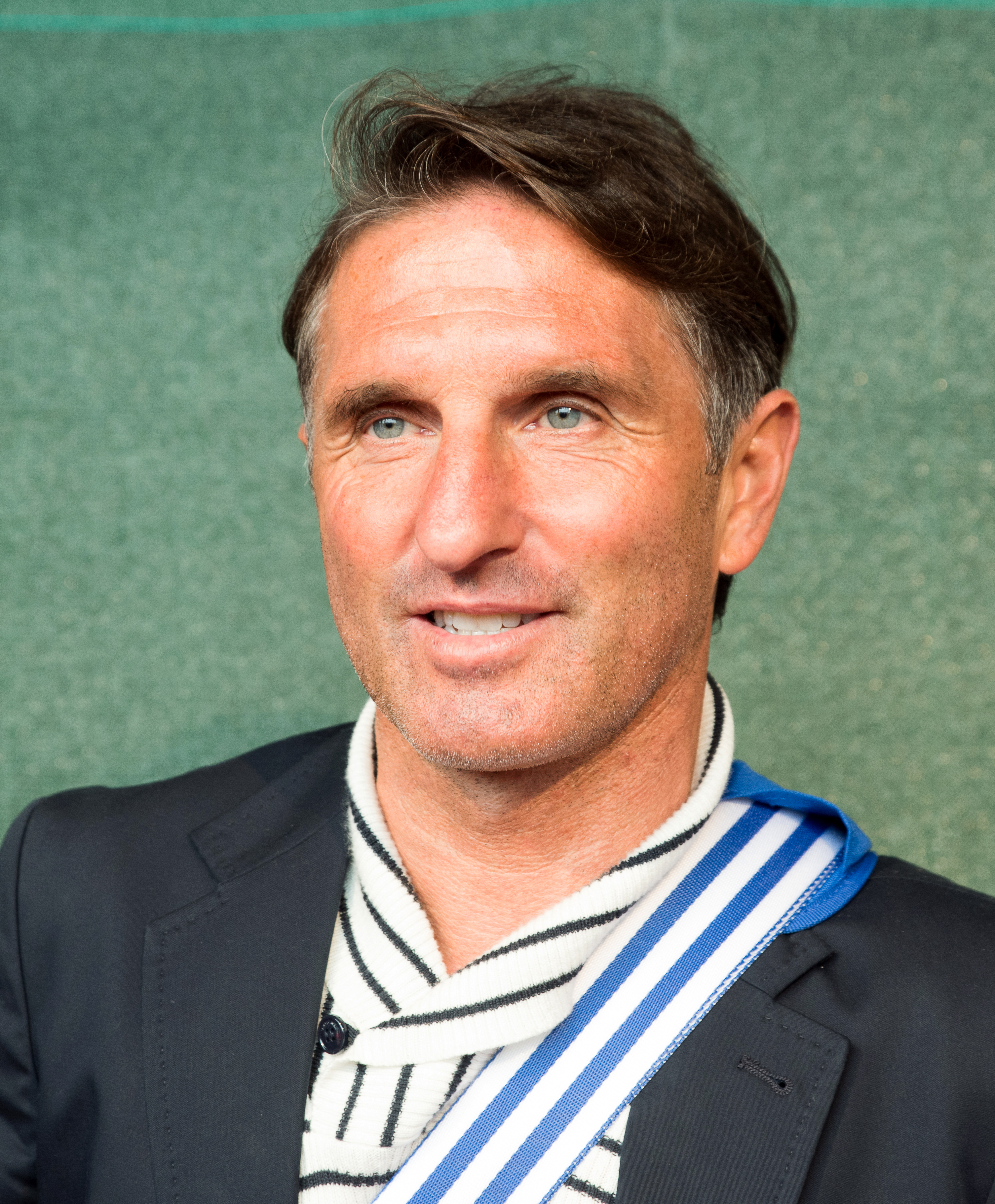
Bruno Labbadia (* 1966)

- Labbate, Raúl (* 1952), argentinischer Radrennfahrer
- Labbe, Arnaud (* 1976), französischer Radrennfahrer
- Labbé, Constance (* 1988), französische Schauspielerin
- Labbé, Jean-François (* 1972), kanadischer Eishockeytorwart und -funktionär
- Labbé, Rémy, belgischer Jazzmusiker (Trompete, Arrangements)
- Labbé, Stephanie (* 1986), kanadische Fußballerin
- Labbé, Werner (1909–1989), deutscher Maler, Illustrator und Grafiker
- Labbette, Dora (1898–1984), englische Sängerin

### Labe
- Labé, Louise († 1566), französische Dichterin
- LaBeach, Byron (1930–2021), jamaikanischer Leichtathlet
- LaBeach, Lloyd (1922–1999), panamaischer Sprinter
- Labeau, Audrey (* 1985), französische Wasserspringerin
- Labeau, Brighton (* 1996), französischer Fußballspieler
- LaBeau, Lily (* 1991), US-amerikanische Pornodarstellerin
- Labeau, Rémy (* 2003), guadeloupisch-französischer Fußballspieler
- Labeaume, Régis (* 1956), kanadischer Politiker
- Labeckas, Kęstutis (1988–2022), litauischer Schachspieler
- Labecki, Coryn (* 1992), US-amerikanische Radrennfahrerin
- Labed, Ariane (* 1984), französische Schauspielerin und FilmemacherinAriane Labed (* 1984)

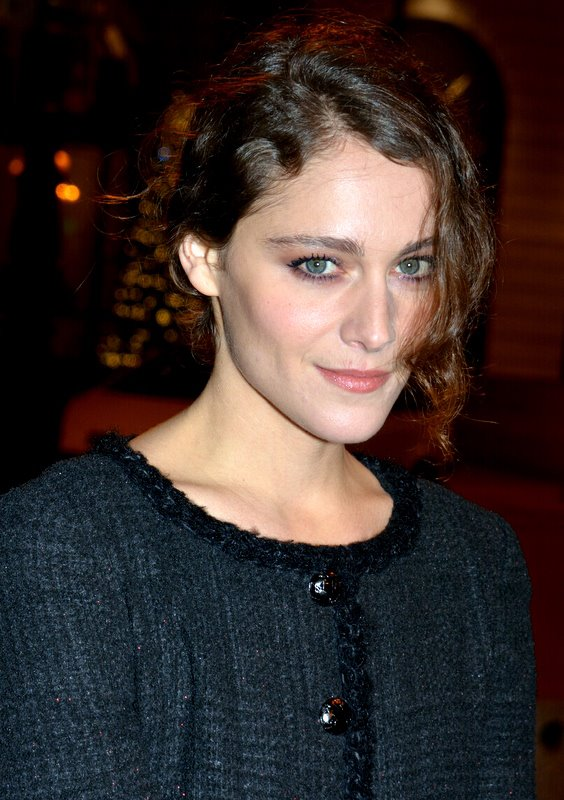
Ariane Labed (* 1984)

- L’Abée-Lund, Henrik (* 1986), norwegischer Biathlet
- L’Abée-Lund, Magnus (* 1988), norwegischer Biathlet
- Labeeb, Ilyas, maledivischer Politiker und Parlamentsabgeordneter
- LaBeef, Sleepy (1935–2019), US-amerikanischer Musiker (Rockabilly, Country, Blues und Gospel)
- Labéeu, Jules (1885–1969), belgischer Turner
- LaBeija, Pepper (1948–2003), US-amerikanische Drag Queen und Modedesignerin
- Labella, Vincenzo (1925–2018), italienischer Drehbuchautor, Filmproduzent und Filmregisseur
- Labelle, Charles (1849–1903), kanadischer Komponist, Chorleiter, Dirigent und Musikpädagoge
- Labelle, Dominique (* 1960), kanadische Sopranistin
- LaBelle, Gabriel (* 2002), kanadisch-amerikanischer Schauspieler
- Labelle, Gustave (1878–1929), kanadischer Cellist, Komponist und Musikpädagoge
- Labelle, Jean-Baptiste (1825–1898), kanadischer Organist, Pianist, Komponist und Dirigent
- LaBelle, Patti (* 1944), US-amerikanische Sängerin
- Labelye, Charles (1705–1762), Schweizer Bauingenieur
- Labenski, Jürgen (1940–2007), deutscher Filmwissenschaftler und -kritiker
- Labenwolf, Georg († 1585), deutscher Erzgießer
- Labenwolf, Pankraz (1492–1563), Nürnberger Erzgießer
- Labenz, Norbert (* 1929), deutscher Bildhauer
- Labeo, Cornelius, römischer Gelehrter und Schriftsteller
- Labeo, Gaius Atinius, Volkstribun
- LaBeouf, Shia (* 1986), US-amerikanischer Schauspieler und Performancekünstler.Shia LaBeouf (* 1986)

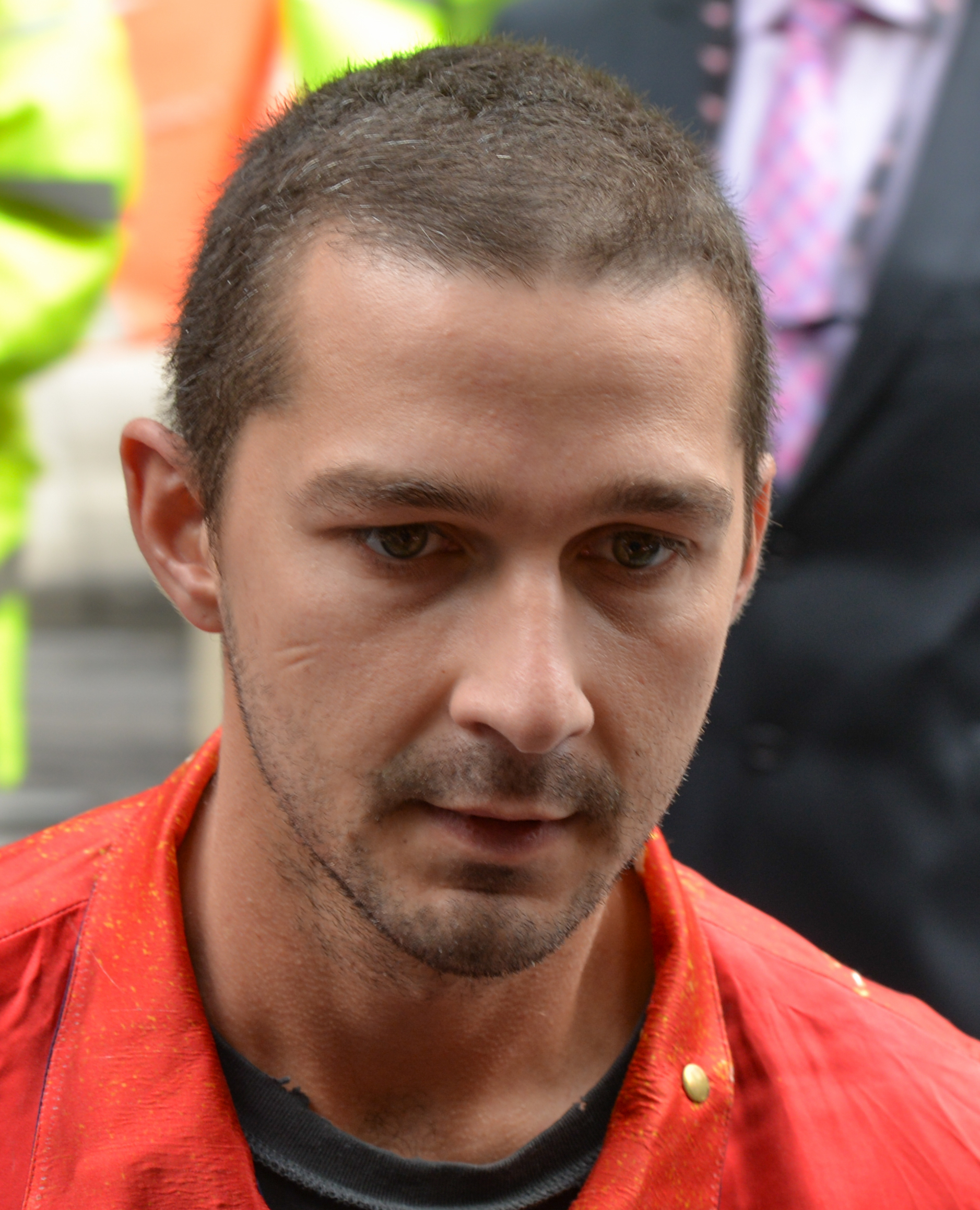
Shia LaBeouf (* 1986)

- Labèque, Katia (* 1950), französische Pianistin
- Labèque, Louise, französische Schauspielerin
- Labèque, Marielle (* 1952), französische Pianistin
- Labèr, Fabienne (* 1985), Schweizer Schauspielerin und Sprecherin
- Laber, Gerhard (* 1946), österreichischer perkussiver Klang-Ingenieur
- Laber, Heinrich (1880–1950), deutscher Dirigent und Kapellmeister
- Laberenz, Aino (* 1981), deutsche Bühnenbildnerin und KostümbildnerinAino Laberenz (* 1981)

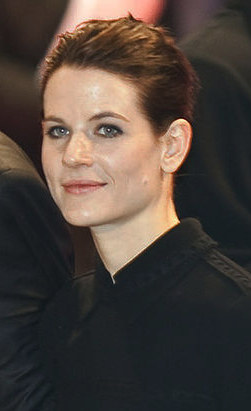
Aino Laberenz (* 1981)

- Laberenz, Martin (* 1982), deutscher Theaterregisseur
- Laberer, Felicia (* 2001), deutsche Behindertensportlerin und Kanutin
- Laberge, André (* 1940), kanadischer Cembalist und Organist
- LaBerge, Jaclyn (* 1984), kanadische Skeletonsportlerin
- LaBerge, Stephen (* 1947), US-amerikanischer Forscher auf dem Gebiet der luziden Träume
- Laberius Licinianus, Quintus, römischer Suffektkonsul (144)
- Laberius Maximus, Lucius, römischer Präfekt der Provinz Ägypten, Prätorianerpräfekt
- Laberius Maximus, Manius, römischer Konsul 89 und 102 und Militär
- Laberius Priscus, Gaius, römischer Suffektkonsul (142)
- Laberius, Decimus (105 v. Chr.–43 v. Chr.), römischer Ritter und Mimendichter
- Labes, Caroline (* 1990), deutsche Sportjournalistin und -reporterinCaroline Labes (* 1990)

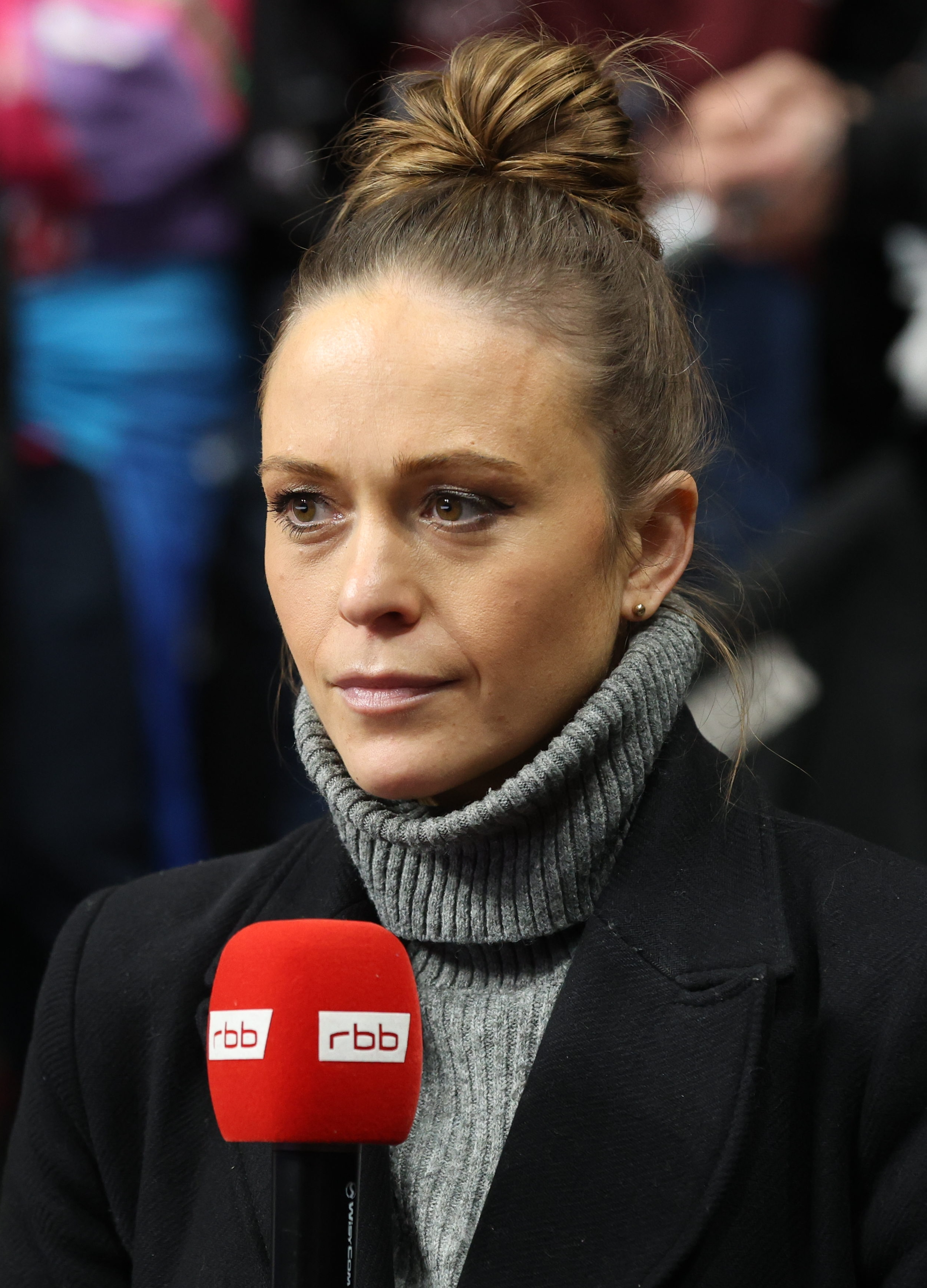
Caroline Labes (* 1990)

- Labes, Faustinus, Reformator Sternbergs
- Labes, Hermann (1826–1898), deutscher Jurist und Politiker
- Labes, Thea (1937–2011), deutsche Kirchenmusikerin
- Labesse, Jean-Pierre (* 1943), französischer Mathematiker
- Labetsik, Dzmitry (* 1991), belarussischer Biathlet
- Labetzke, Michael (* 1970), deutscher Politiker (Bündnis 90/Die Grünen)
- Labey, Carolyn, britische Politikerin (Jersey)
- Labey, Russell (* 1967), britischer Politiker (Jersey)
- Labeylie, André (1926–1998), französischer Radrennfahrer
- Labeyrie, Antoine Émile Henry (* 1943), französischer Astronom
- Labeyrie, Louis (* 1992), französischer Basketballspieler

### Labh
- Labhardt, Alfred (1874–1949), Schweizer Gynäkologe und Geburtshelfer
- Labhardt, Emanuel (1810–1874), Schweizer Landschaftsmaler
- Labhardt, Helene (1887–1965), Schweizer Malerin und Grafikerin
- Labhardt, Philipp Gottlieb (1811–1874), Schweizer Politiker
- Labhardt, Robert (* 1947), Schweizer Historiker und Germanist
- Labhart, Christoph (1644–1695), Schweizer Glyptiker (Glas- und Bergkristallschneider)
- Labhart, Heinrich (1919–1977), Schweizer Chemiker
- Labhart, Jakob (1881–1949), Schweizer Offizier
- Labhart, Toni (1937–2025), Schweizer Geologe und Mineraloge
- Labhart-Roeder, Dora (1897–1992), Schweizer Rechtsanwältin

### Labi
- Labia, Fausta (1870–1935), italienische Opernsängerin
- Labia, Maria (1880–1953), italienische Opernsängerin (Sopran)
- Labiadh, Mohamed (* 1989), deutsch-tunesischer Fußball- und Futsalspieler
- LaBianca, Leno (1925–1969), US-amerikanischer Unternehmer, Besitzer einer Supermarktkette und Opfer der Tate-LaBianca-Morde
- LaBianca, Rosemary (1930–1969), US-amerikanische Boutiquebesitzerin und Opfer der Tate-LaBianca-Morde
- Labib, Ali (* 2002), iranischer Radrennfahrer
- Labib, Subhi (1924–1987), ägyptisch-deutscher Orientalist
- Labica, Georges (1930–2009), französischer politischer Philosoph
- Labiche, Eugène (1815–1888), französischer Lustspieldichter
- Labiche, Lissa (* 1993), seychellische Hochspringerin
- Labīd, vorislamischer Dichter
- Labidi, Abdelwahab (* 1929), tunesischer Bankkaufmann und zweiter Präsident der Afrikanischen Entwicklungsbank (AfEB)
- Labidi, Samir (* 1962), tunesischer Politiker und Diplomat
- Labienus, Quintus († 39 v. Chr.), römischer Feldherr
- Labienus, Titus, römischer Redner und Historiker
- Labienus, Titus († 45 v. Chr.), römischer Politiker und Befehlshaber
- Labillardière, Jacques Julien Houtou de (1755–1834), französischer Naturforscher und Reisender
- Labille, Daniel (1932–2022), französischer Geistlicher, römisch-katholischer Bischof von Créteil
- Labille, Jean-Pascal (* 1961), belgischer Politiker
- Labille-Guiard, Adélaïde (1749–1803), französische MalerinAdélaïde Labille-Guiard (1749–1803)

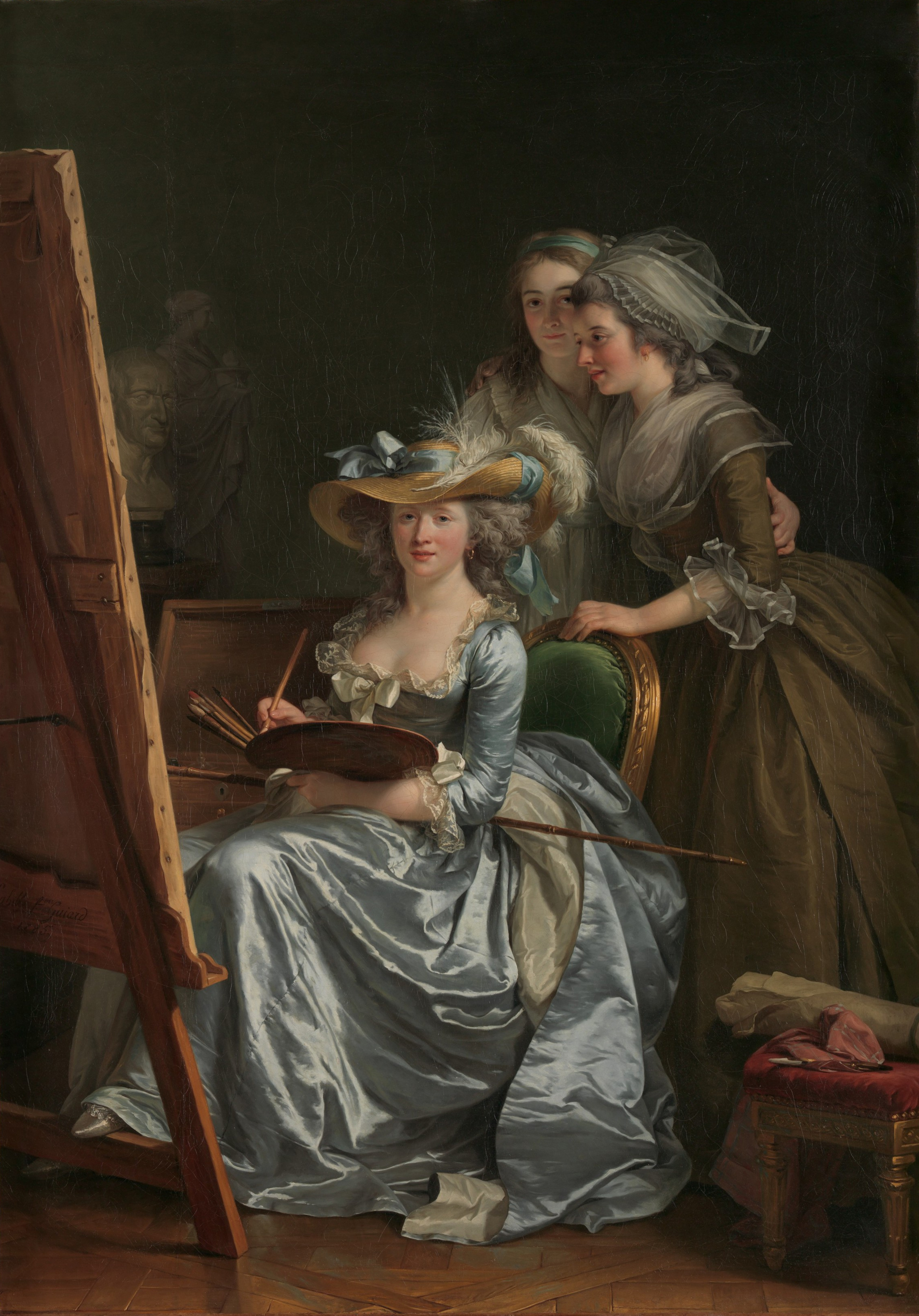
Adélaïde Labille-Guiard (1749–1803)

- Labin, Ana Maria (* 1981), Schweizer Sopranistin
- LaBine, Gilbert (1890–1977), kanadischer Bergbau-Unternehmer
- Labine, Tyler (* 1978), kanadischer SchauspielerTyler Labine (* 1978)

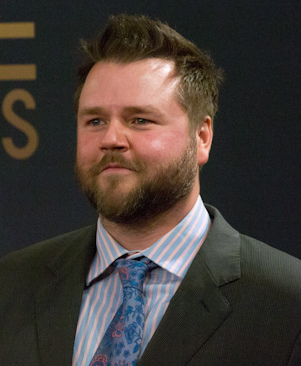
Tyler Labine (* 1978)

- Labiner, Michael (* 1960), deutscher Autor, Unternehmer und Heilpraktiker für Psychotherapie
- Labini, Vincenzo (1735–1807), italienischer Ordenspriester, Bischof von Malta und Erzbischof von Rhodos
- Labis, Attilio (1936–2023), französischer Balletttänzer und Choreograf
- Labisch, Alfons (* 1946), deutscher Historiker, Soziologe, Arzt, Professor für Medizingeschichte
- Labisch, Siegmund (1863–1942), staatenloser Rabbiner und Fotograf
- Labisi, Francesco Paolo (* 1720), italienischer Architekt
- Labissière, Skal (* 1996), haitianischer Basketballspieler
- Labita, Alhryan (* 2001), philippinischer Hürdenläufer
- Labitte, Edmond (1888–1952), französischer Turner
- Labitzke, Karin (1935–2015), deutsche Meteorologin
- Labitzky, August (1832–1903), böhmischer Komponist, Dirigent und Kapellmeister
- Labitzky, Joseph (1802–1881), böhmischer Tanzkomponist

### Labl
- Lablache, Luigi (1794–1858), italienischer Opernsänger (Bass), Theaterschauspieler und Gesangspädagoge

### Labm
- Labmeier, Wilfried (1953–2010), deutscher Schauspieler

### Labo
- Labo Bouché, Issaka (* 1952), nigrischer Offizier
- Labo, Abdou (* 1950), nigrischer Politiker
- Labò, Giorgio (1919–1944), italienischer Architekt und Partisan
- Labo, Kada (1939–2007), nigrischer Manager und Politiker
- Labo, Ousseni (* 1982), togoischer Fußballspieler und -trainer
- Laboa Gallego, José Sebastián (1923–2002), spanischer Geistlicher, römisch-katholischer Erzbischof und Diplomat des Heiligen Stuhls
- Laboa Gallego, Juan María (* 1939), spanischer römisch-katholischer Theologe
- LaBoa, Guy A. J. (* 1939), US-amerikanischer Offizier, Generalleutnant der US-Army
- Laboa, Mikel (1934–2008), spanischer Liedermacher und Gitarrist (Baskenland)
- Laboaldus, Bischof von Mainz
- Labocha, Stanisław (* 1946), polnischer Radrennfahrer
- Laböck, Isabella (* 1986), deutsche Snowboarderin
- Labohm, Hans (* 1941), niederländischer Diplomat, Ökonom und Publizist
- Labole, Germaine (1896–1942), französische Komponistin und Organistin
- Labone, Brian (1940–2006), englischer Fußballspieler
- Labonne, Eirik (1888–1971), französischer Botschafter
- LaBonta, Lo’eau (* 1993), US-amerikanische Fußballspielerin
- Labonte, Aaron (* 1983), englischer Fußballspieler
- Labonte, Andy (* 1981), seychellischer Politiker, Mitglied der Nationalversammlung
- Labonte, Bobby (* 1964), US-amerikanischer NASCAR-Rennfahrer und Meister
- Labonté, Charline (* 1982), kanadische Eishockeytorhüterin
- Labonte, Christian (1899–1992), deutscher Weinbauexperte, hessischer Politiker (CDU) und Abgeordneter des Hessischen Landtags
- Labonte, Jean-Claude (* 1957), seychellischer Boxer
- Labonté, Johann (1866–1945), Architekt des Jugendstils in der Schweiz
- Labonté, Julie (* 1990), kanadische Kugelstoßerin und Diskuswerferin
- Labonté, Richard (1949–2022), kanadischer Autor, Journalist und Literaturkritiker
- Labonte, Terry (* 1956), US-amerikanischer NASCAR-Rennfahrer und zweifacher Meister
- Labonté-Roset, Christine (* 1942), deutsche Sozialarbeitswissenschaftlerin und Hochschullehrerin, Rektorin der Alice Salomon Hochschule Berlin
- Laboor, Ernst (1927–2012), deutscher Historiker
- Labor, Earle (1928–2022), amerikanischer Literaturwissenschaftler
- Labor, Josef (1842–1924), österreichischer Komponist, Organist und Pianist
- Laborans, Kanonist und Kardinal
- Laboravy, Khoun (* 1988), kambodschanischer Fußballspieler
- Laborde de Monpezat, Henri de (1934–2018), dänischer Adeliger, Prinzgemahl und AutorHenri de Laborde de Monpezat (1934–2018)

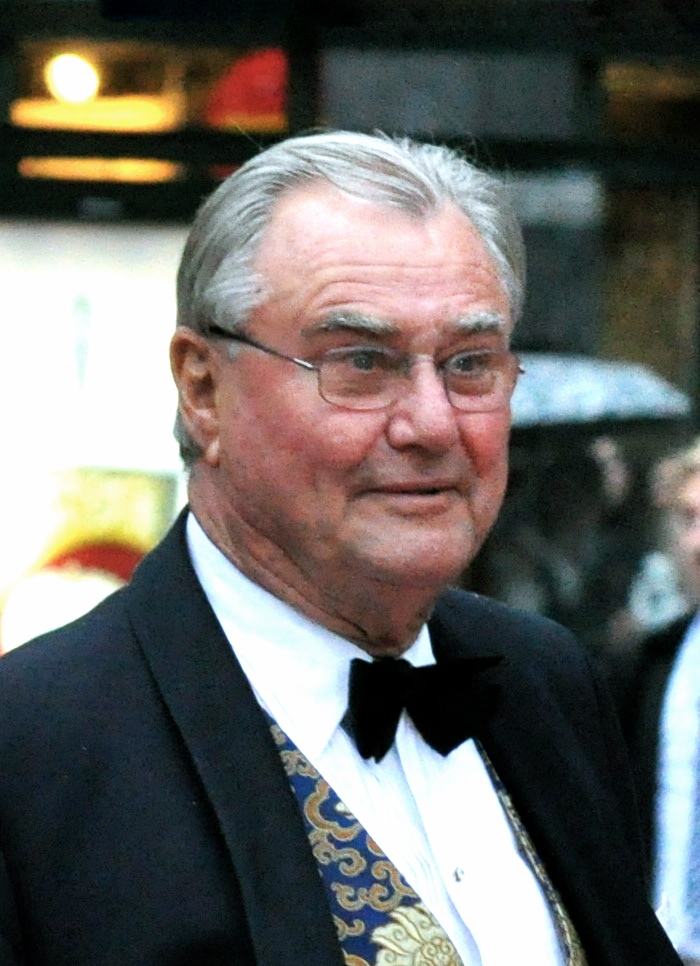
Henri de Laborde de Monpezat (1934–2018)

- Laborde, Alden J. (1915–2014), US-amerikanischer Ingenieur und Unternehmer
- Laborde, Alexandre de (1773–1842), französischer Diplomat, Beamter, Reisender, Gelehrter und Politiker
- Laborde, Alexandre de (1853–1944), französischer Offizier und Bibliophiler
- Laborde, Armando (1922–1996), argentinischer Tangosänger, -komponist und -dichter
- Laborde, Gaëtan (* 1994), französischer Fußballspieler
- Laborde, Guillermo (1886–1940), uruguayischer Maler, Bildhauer und Designer
- LaBorde, Henri (1909–1993), US-amerikanischer Leichtathlet
- LaBorde, Isaiah (* 1986), US-amerikanischer Schauspieler, Stuntman und Filmproduzent
- Laborde, Jean (1805–1878), französischer Abenteurer und Unternehmer
- Laborde, Jean de (1878–1977), französischer Admiral
- Laborde, Jean-Joseph de (1724–1794), französischer Unternehmer und Bankier
- Laborde, Léon de (1807–1869), französischer Kunsthistoriker, Archäologe, Forschungsreisender und Politiker
- Laborde, Marion (* 1986), französische Basketballspielerin
- Laborde, Yurisel (* 1979), kubanische Judoka
- Labordeta, José Antonio (1935–2010), spanischer Singer-Songwriter, Schriftsteller und Politiker
- Labori, Fernand (1860–1917), französischer Jurist, Journalist und Politiker
- Laborie, Christophe (* 1986), französischer Straßenradrennfahrer
- Laboriel, Abe (* 1947), US-amerikanischer Bassist des Fusion-JazzAbe Laboriel (* 1947)

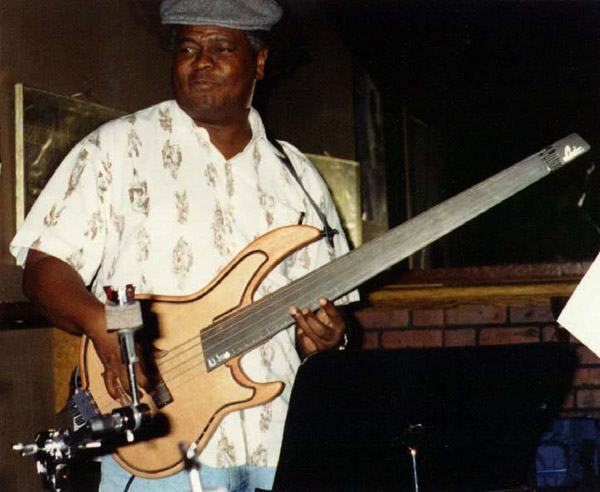
Abe Laboriel (* 1947)

- Laboriel, Abe junior (* 1971), US-amerikanischer Schlagzeuger
- Laborinho, Eugénio César (* 1955), angolanischer Politiker und Offizier
- Laborit, Emmanuelle (* 1971), französische Schauspielerin
- Laborit, Henri (1914–1995), französischer Neurologe, Arzt und Chemiker
- Laboschin, Siegfried (1868–1929), deutscher Maler und Grafiker
- Laboubée, Robert (* 1927), belgischer Eisschnellläufer
- Labouchere, George (1905–1999), britischer Diplomat
- Labouchère, Henry du Pré (1831–1912), britischer Politiker
- Labouchère, Henry, 1. Baron Taunton (1798–1869), britischer Staatsmann
- Labouchère, Pierre César (1772–1839), niederländischer Bankier
- Labouchère, René (1890–1968), französischer Autorennfahrer
- Labougle Carranza, Eduardo (1883–1965), argentinischer Diplomat und Schriftsteller
- Labougle Carranza, Raúl de (1896–1986), argentinischer Historiker und Botschafter
- Labougle Carranza, Ricardo Gastón del Carmen (1894–1981), argentinischer Diplomat
- Labouisse, Henry R. (1904–1987), US-amerikanischer Anwalt und Diplomat
- Laboulaye, Édouard René Lefebvre de (1811–1883), französischer Jurist, Publizist, Journalist und Politiker
- Laboulbène, Joseph Alexandre (1825–1898), französischer Arzt und Entomologe
- Labouně, Zdeněk z, tschechischer Gelehrter, Kaplan, Dekan und Propst
- Labounková, Romana (* 1989), tschechische Radrennfahrerin
- LaBounta, Henry, Spezialeffektkünstler
- Labourbe, Jeanne (1877–1919), französische Kommunistin
- Labourdette, Bernard (1946–2022), französischer Radrennfahrer
- Labourdette, Élina (1919–2014), französische Schauspielerin
- Labouré, Catherine (1806–1876), römisch-katholische Ordensfrau, die in einer Marienerscheinung den Auftrag zur Herstellung der Wundertätigen Medaillen erhieltCatherine Labouré (1806–1876)

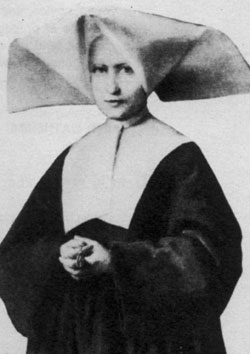
Catherine Labouré (1806–1876)

- Labouré, Guillaume-Marie-Joseph (1841–1906), französischer Geistlicher, Bischof und Kardinal
- Labouré, Théodore (1883–1944), französischer Ordenspriester, Generaloberer der Oblaten der Makellosen Jungfrau Maria
- Laboureix, Éric (* 1962), französischer Freestyle-Skisportler
- Labouret, Henri (1878–1959), französischer Ethnologe, Afrikanist und Kolonialbeamter
- Laboureur, Chantal (* 1990), deutsche Volleyball- und Beachvolleyballspielerin
- Labourie, François (* 1960), französischer Mathematiker
- Labourier, Dominique (* 1943), französische Schauspielerin
- Labous, Juliette (* 1998), französische RadrennfahrerinJuliette Labous (* 1998)

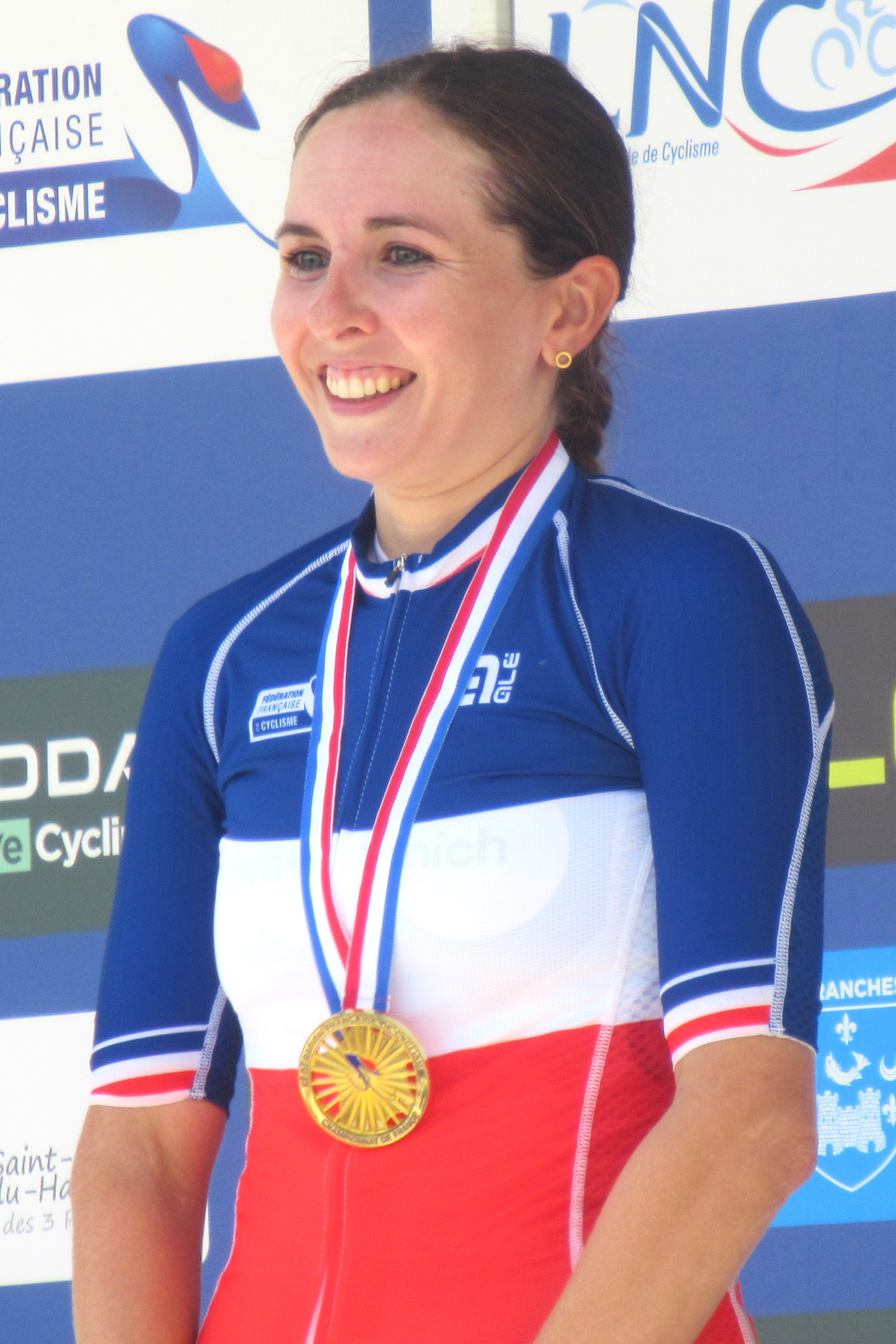
Juliette Labous (* 1998)

- Laboute, Pierre (* 1942), französischer Meeresbiologe, Taucher und Unterwasserfotograf
- Laboutková, Aneta (* 2000), tschechische Tennisspielerin
- Labouvie, Eva (* 1957), deutsche Historikerin
- Labov, William (1927–2024), US-amerikanischer Linguist
- Labović, Dragan (1987–2025), serbischer Basketballspieler
- Labovic, Slavko (* 1963), dänisch-serbischer Schauspieler
- Labowitz-Starus, Leslie (* 1946), US-amerikanische Performancekünstlerin
- Labowski, Burckhard (* 1943), deutscher bildender Künstler
- Labowsky, Lotte (1905–1991), deutsch-jüdische Philosophin und Altphilologin

### Labr
- Labra, Yuri (* 1998), peruanischer Leichtathlet
- Labraaten, Dan (* 1951), schwedischer Eishockeyspieler und -scout
- Labrada, Yanelis (* 1981), kubanische Taekwondoin
- Labrador, Pedro Gómez (1764–1850), spanischer Diplomat
- Labrador, Raúl (* 1967), US-amerikanischer Politiker
- Labraña, Fernanda (* 1999), chilenische Tennisspielerin
- LaBranche, Guy (* 1972), kanadischer Biathlet
- Labrava, David (* 1962), US-amerikanischer Schauspieler, Kameramann und DrehbuchautorDavid Labrava (* 1962)

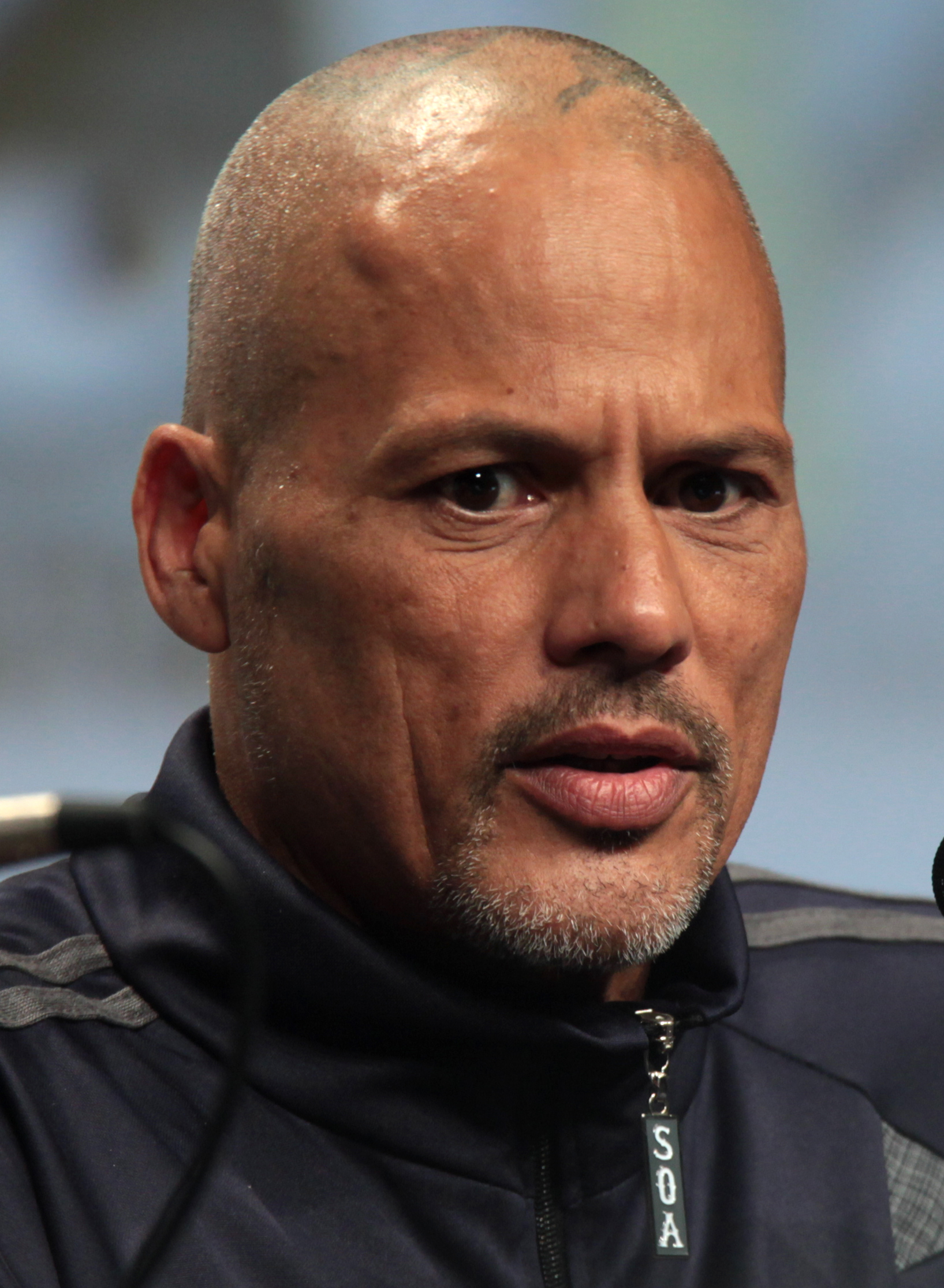
David Labrava (* 1962)

- Labre, Benoît Joseph (1748–1783), Katholik, Pilger, Mystiker und Heiliger
- Labre, Jacques (* 1982), französischer Dartspieler
- Labre, Yvon (* 1949), kanadischer Eishockeyspieler und -trainer
- Labrecque, Jacques (1917–1995), kanadischer Folksänger und Musikproduzent
- Labrecque, Jean-Claude (1938–2019), kanadischer Kameramann und Filmregisseur
- Labrecque, Sam (* 1992), kanadischer Eishockeyspieler
- Labric, Pierre (* 1921), französischer Organist, Komponist und Musikpädagoge
- Labric, Roger (1893–1962), französischer Journalist, Schriftsteller und Rennfahrer
- Labrie, Fernand (1937–2019), kanadischer Mediziner
- Labrie, Hubert (* 1991), kanadischer Eishockeyspieler
- LaBrie, James (* 1963), kanadischer Sänger der Progressive-Metal-Band Dream TheaterJames LaBrie (* 1963)

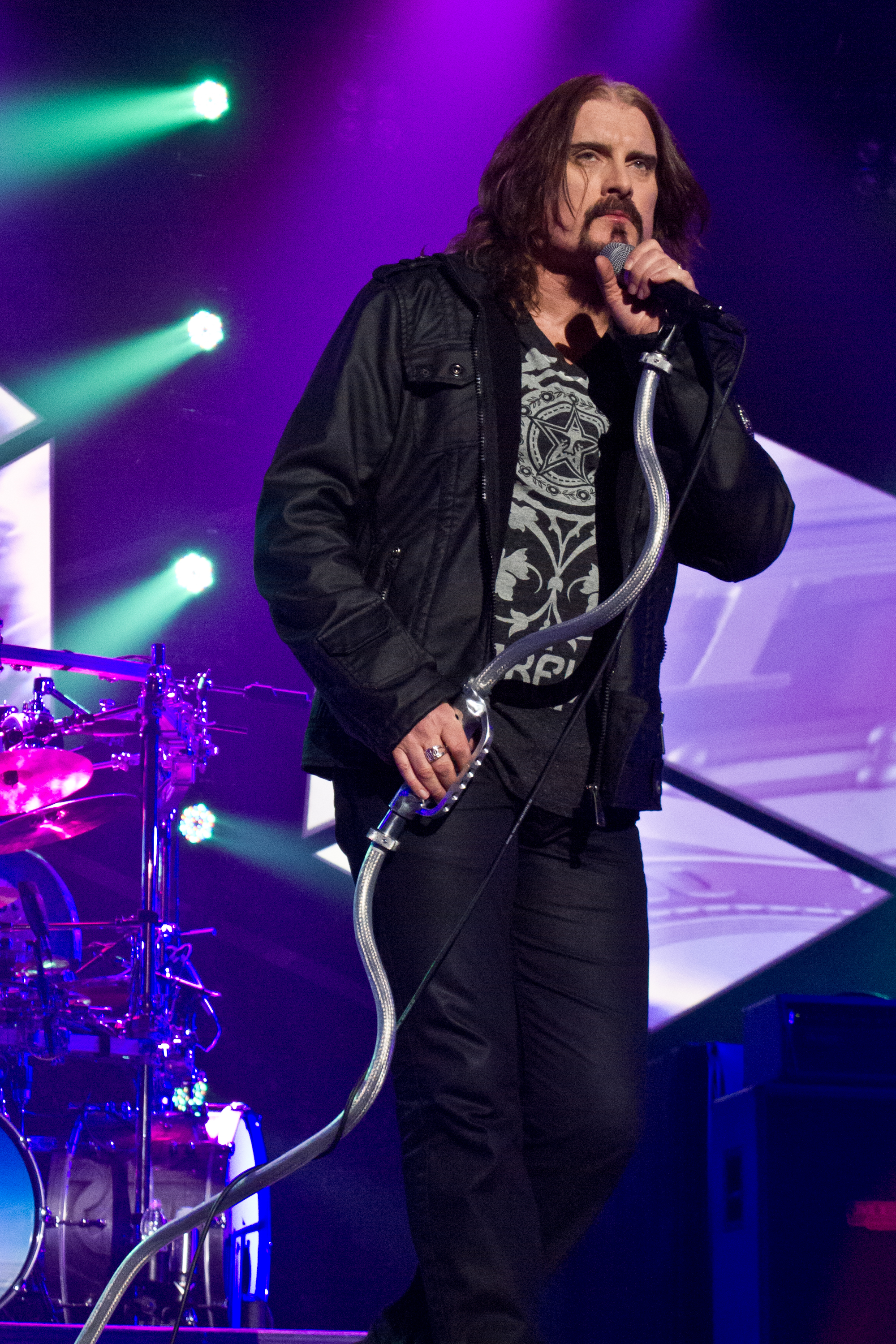
James LaBrie (* 1963)

- Labrie, Jean-Paul (1922–2001), kanadischer katholischer Bischof
- Labrie, Nadia (* 1977), kanadische Flötistin
- Labrie, Napoléon-Alexandre (1893–1973), kanadischer römisch-katholischer Geistlicher, erster Bischof von Baie-Comeau
- Labrie, Vincent (* 1983), kanadischer Eisschnellläufer
- Labrín, Carlos (* 1990), chilenischer Fußballspieler
- Labrinth (* 1989), britischer Dance-/Hip-Hop-Sänger
- Labriola, Antonio (1843–1904), italienischer Philosoph, Professor der theoretischen Philosophie an der Universität in Rom
- Labriola, David (* 1960), US-amerikanischer Rechtsanwalt und Politiker (Republikanische Partei)
- Labriola, Jerry (1931–2024), US-amerikanischer Kinderarzt, Autor und Politiker (Republikanische Partei)
- Labriola, Jerry junior, US-amerikanischer Rechtsanwalt und Politiker (Republikanische Partei)
- Labriola, Teresa (1874–1941), italienische Juristin und Frauenrechtlerin
- Labrique, Françoise (* 1949), belgische Ägyptologin
- Labrique, Simon de († 1656), deutscher Jurist, Gesandter bei den Westfälischen Friedensverhandlungen
- Labro, Maurice (1910–1987), französischer Filmregisseur und Drehbuchautor
- Labro, Philippe (1936–2025), französischer Schriftsteller, Journalist und Filmemacher
- Labroise, Johann (1856–1921), Gutsbesitzer, und Politiker, MdR
- Labrosse, Jeanne (1775–1847), französische Fallschirmspringerin
- Labrosse, Jordan (* 2002), französischer Radrennfahrer
- Labrosse, Ralph (* 1958), seychellischer Boxer
- Labrosse, Sarah-Jeanne (* 1991), kanadische Kinderschauspielerin
- Labrot, Syl (1929–1977), US-amerikanischer Fotograf, Grafiker und Maler
- Labrousse, Elisabeth (1914–2000), französische Religionsgeschichtlerin und Philosophin
- Labrousse, Ernest (1895–1988), französischer Historiker für Sozial- und Wirtschaftsgeschichte
- Labrousse, Yvette (1906–2000), vierte Ehefrau des dritten Aga KhanYvette Labrousse (1906–2000)

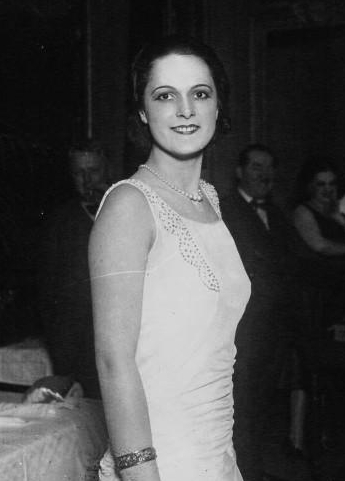
Yvette Labrousse (1906–2000)

- Labrouste, Henri (1801–1875), französischer Architekt
- Labrović, Nediljko (* 1999), kroatischer Fußballtorhüter
- LaBruce, Bruce (* 1964), kanadischer Filmemacher, Autor und FotografBruce LaBruce (* 1964)

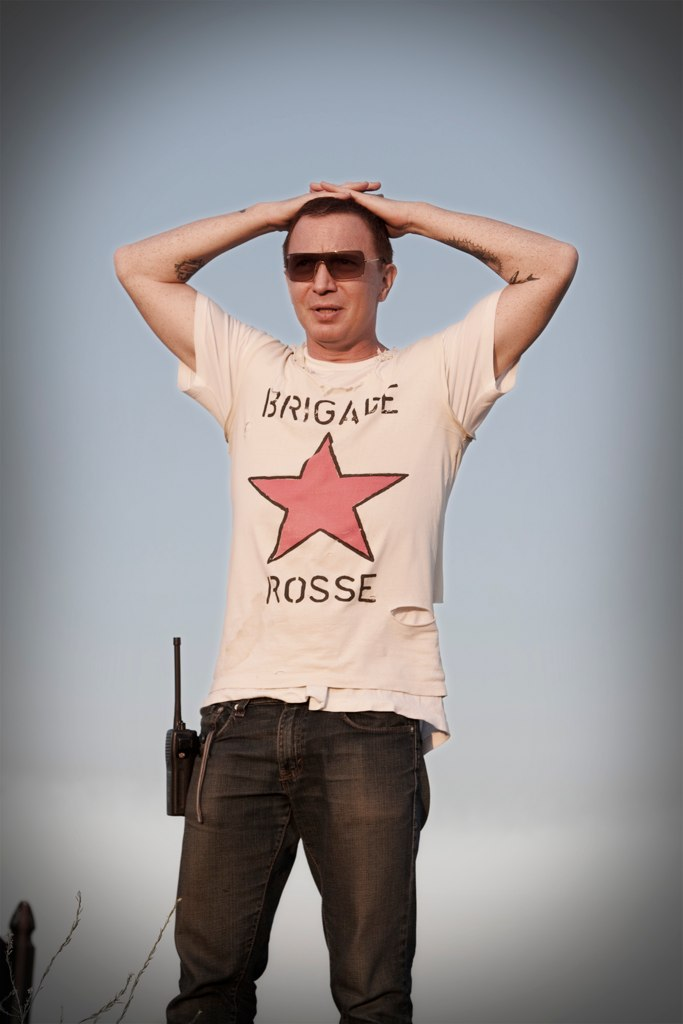
Bruce LaBruce (* 1964)

- Labruna, Ángel (1918–1983), argentinischer Fußballspieler und Fußballtrainer
- Labruna, Omar (* 1957), argentinischer Fußballspieler
- LaBrutta, Robert D., US-amerikanischer Offizier, Generalmajor der US Air Force
- Labruzzi, Pietro (1738–1805), italienischer Maler des Klassizismus
- Labry, Gustav (1800–1892), Amtmann in Herzberg und ein Onkel von Theodor Fontane
- Labry, Pierre (1658–1738), französischer Wirkstuhlbauer
- Labryga, Adrian (* 1979), polnischer Eishockeyspieler

### Labs
- Labs, Helga (* 1940), deutsche Politikerin (SED), MdV, Vorsitzende der Pionierorganisation „Ernst Thälmann“
- Labs, Robert (* 1982), deutscher Comiczeichner
- Labs, Walter (1910–1988), deutscher Jurist, Verwaltungsbeamter und Experte für den Öffentlichen Personennahverkehr
- Labs-Ehlert, Brigitte (* 1951), deutsche Germanistin, Buchhändlerin und Intendantin
- Labsch, Werner (1937–2012), deutscher Politiker (SPD)
- Labsin, Alexander Fjodorowitsch (1766–1825), russischer Schriftsteller, Mystiker, Freimaurer, Übersetzer und Herausgeber des Sionski Westnik
- Labský, Jaroslav (1875–1949), tschechischer Komponist und Militärkapellmeister

### Labu
- Labucka, Ingrīda (* 1963), lettische Juristin und Politikerin, Mitglied der Saeima
- Labuckas, Aidas (1968–2013), litauischer Schachspieler
- Labuda, Gerard (1916–2010), polnischer Historiker und Mediävist
- Labuda, Marián (1944–2018), slowakischer SchauspielerMarián Labuda (1944–2018)

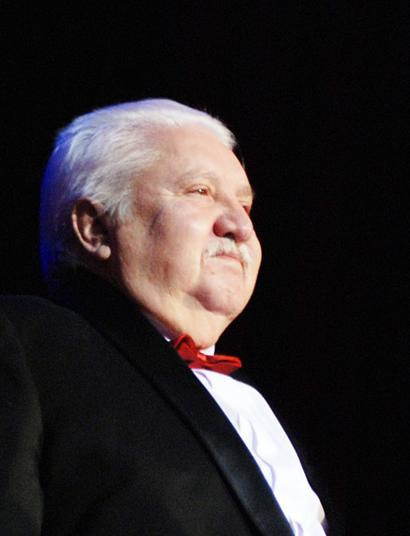
Marián Labuda (1944–2018)

- Labuda, Win (* 1938), deutscher Forscher, Fotograf und Unternehmer
- Labudda, Helga (1935–2014), deutsche Schauspielerin und Synchronsprecherin
- Labudde, Dirk (* 1966), deutscher Bioinformatiker und Forensiker
- Labudde, Peter (* 1952), Schweizer Physikdidaktiker und Sachbuchautor
- Labudović, Milivoj, jugoslawischer Boxer
- Labuhn, Wolfgang (* 1948), deutscher Journalist
- Łabuński, Feliks (1892–1979), polnisch-amerikanischer Komponist, Pianist und Musikpädagoge
- Łabuński, Wiktor (1895–1974), polnisch-amerikanischer Komponist, Pianist und Musikpädagoge
- Laburda, Jiří (1931–2025), tschechischer Komponist
- Labus, Adam (1979–2002), deutscher Amokläufer
- Lábus, Jiří (* 1950), tschechischer SchauspielerJiří Lábus (* 1950)

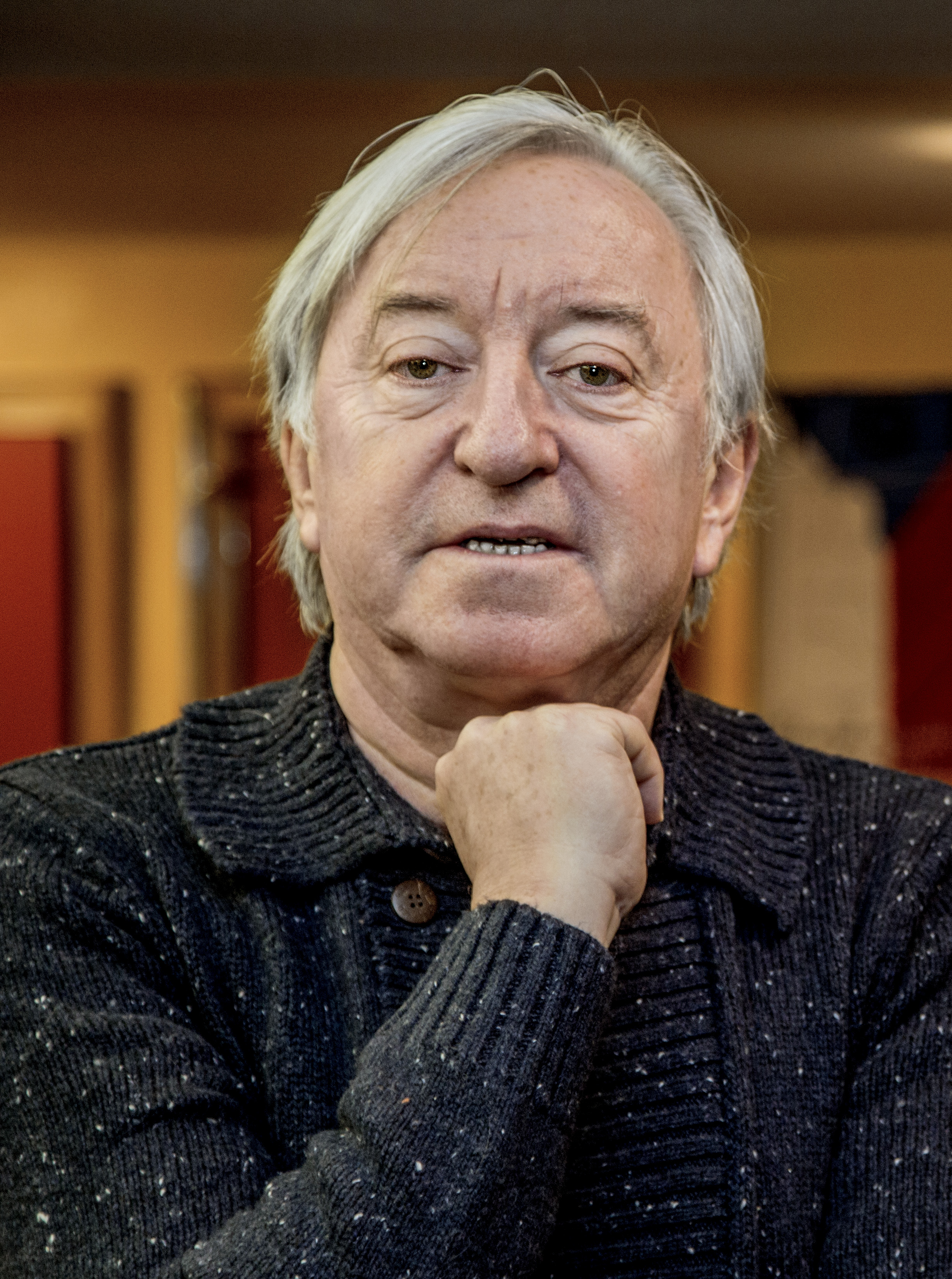
Jiří Lábus (* 1950)

- Lábus, Ladislav (* 1951), tschechischer Architekt und Hochschullehrer
- Labus, Miroljub (* 1947), serbischer Ökonom und Politiker
- Labus, Rudolf (* 1948), tschechoslowakischer Radrennfahrer
- Labusch, Reiner (1935–2016), deutscher Physiker und Hochschullehrer
- Labuschagne, Marnus (* 1994), australischer Cricketspieler
- Labusga, Herbert (* 1939), deutscher Maler und Bildhauer
- Labusiak, Thomas (1970–2017), deutscher Kunsthistoriker
- LaBute, Neil (* 1963), US-amerikanischer Regisseur, Autor, und Dramatiker

### Labw
- Labwani, Kamal al- (* 1957), syrischer Arzt und Künstler

### Laby
- Laby, Auguste François (1784–1860), französischer Porträt- und Historienmaler
- Laby, Clemens (1900–1984), deutscher Bergbauingenieur und West-Spion
- Labyad, Zakaria (* 1993), marokkanisch-niederländischer Fußballspieler
- Labyorteaux, Matthew (* 1966), US-amerikanischer Schauspieler und Synchronsprecher
- Labyorteaux, Patrick (* 1965), US-amerikanischer Schauspieler